# Шельпек
Шельпек або чалпак (туркм. çelpek; каз. шелпек; кирг. май токоч, челпек; узб. chalpak/чалпак; уйг. chalpyaq/чалпак, jit/жит) — це традиційні коржі у кухнях середньоазійських народів, які виготовляють шляхом смаження у фритюрі в казані.
Шельпеки бувають трьох основних видів:
- хрусткі;
- м'які нездобні;
- м'які та здобні.

Також шельпек — різновид макаронного виробу, характерного для таких страв як бешбармак і кульчотай. Від звичайної локшини він відрізняється тим, що не є тонко нарізаною локшиною, а є тонко розкатаними коржиками, які просто варять як локшину.

## Приготування
Для приготування шельпеків з тіста виліплюють кульки та смажать їх у олії до золотистого кольору. Іноді до тіста додають дріжджі, тому шельпек довше лишається м'яким. В такому випадку за способом приготування він є подібним до баурсака.